# ニッケルバック

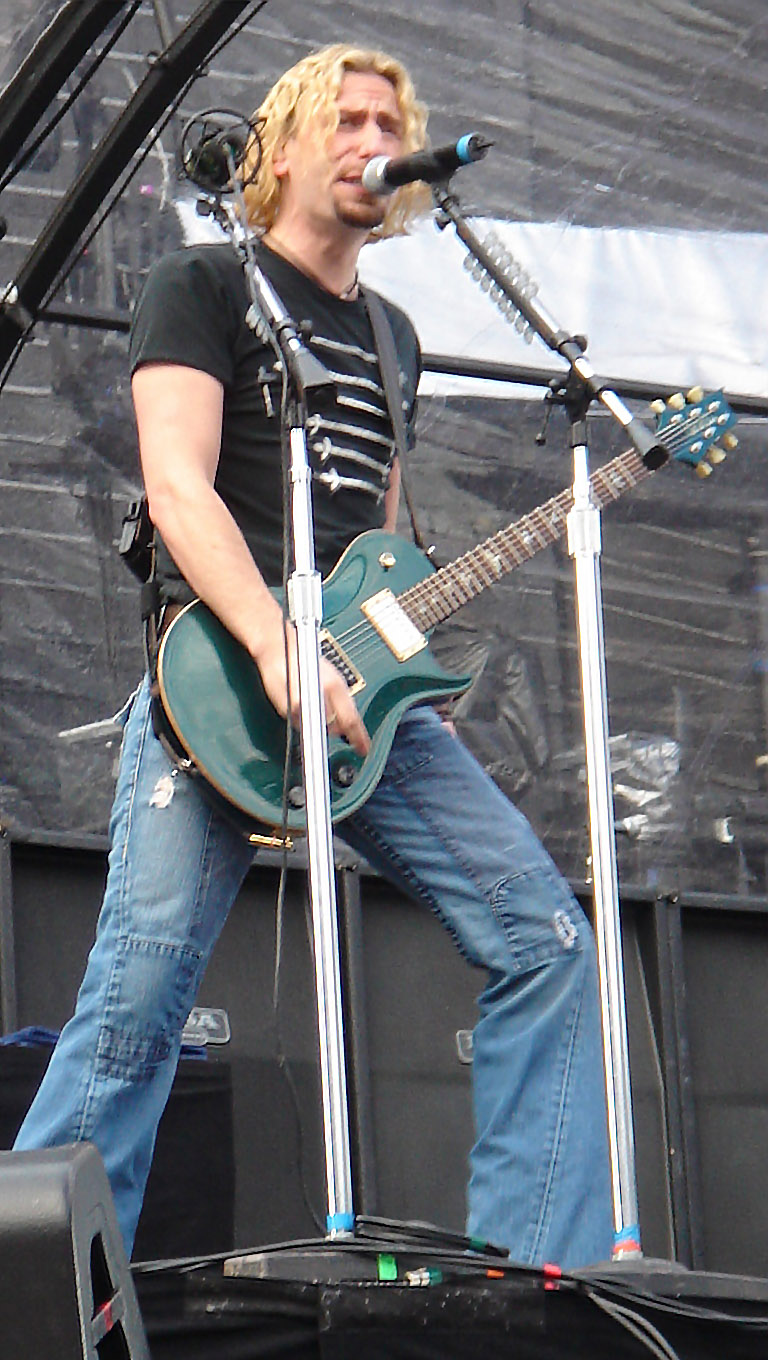
チャド・クルーガー

ニッケルバック（Nickelback）は、カナダのロックバンドである。英語表記をカタカナ読みした和名がつけられているが、英語の発音は[ník(ə)l bˈæk]で、カタカナ表記にするならニコバックに近い。全世界で5,000万枚以上のアルバム売り上げを記録し、カナダを代表するロックバンドとして人気を博している。

## 概要
1995年に、カナダのハンナ（Hanna）で結成。バンド名は、ベースのマイクが以前アルバイトをしていたスターバックスコーヒーで、よく「Here's your nickel back.（5セントのお返しです）」と言っていたことに由来する。オルタナティヴ・ロックを基盤とした楽曲制作を続け、作品は現在までに全世界で5,000万枚もの売り上げを記録している。
1996年に初のEP『ヘッシャー』を発表し、公に活動を開始。その後アルバム2枚を発表、そのうち1999年発表の『ザ・ステイト』でロードランナー・レコードと契約を交わし、メジャーデビューを果たす。
2001年に発表したシングル「ハウ・ユー・リマインド・ミー」がラジオのエアプレイによって大ヒットしたことにより、一躍メインストリームのロックバンドを代表する存在となった。この曲は、公式発表で42万6千回以上のオンエア回数を記録し、ジュノー賞「シングル・オブ・ザ・イヤー」受賞やグラミー賞の「レコード・オブ・ザ・イヤー」部門ノミネート、さらには様々なラジオ音楽賞への受賞・ノミネートを受けた。これ以後2014年までの13年間、アメリカの主要シングルチャートであるBillboard Hot 100で唯一、年間ランキングも含め1位を獲得するロックバンドとなった。アメリカ同時多発テロ事件と偶然にも重なって発表された収録アルバム『シルヴァー・サイド・アップ』は全世界で1,000万枚を超える売り上げを記録し、16か国でプラチナ認定を受けるヒット作となった。以降のシングルも、2003年発表の「サムデイ」「フィギュアド・ユー・アウト」はゴールド認定を、2005年発表の「フォトグラフ」はダブルプラチナ認定をそれぞれ受けるヒットとなった。
2005年1月、ドラムのライアン・ヴィッケダールがツアー中に脱退。サポートドラマーとして2004年まで3ドアーズ・ダウンに在籍していたダニエル・アデアが務め、3月にダニエルが正式にメンバーとして加入。同年発表のアルバム『オール・ザ・ライト・リーズンズ』は、アメリカでは7曲がシングルカットされ、うち「フォトグラフ」「ファー・アウェイ」「ロックスター」の3曲がBillboard Hot 100でトップ10入りを記録した。イギリスでは「ロックスター」がプラチナ認定、オーストラリアでは「ファー・アウェイ」がゴールド認定を受けるなど、各国でヒットを記録した。
2008年にはアルバム『ダーク・ホース』を発表し、エアプレイおよびデジタル配信限定も含めて8曲がシングルカットされた。2010年にはバンクーバーオリンピック閉会式において「バーン・イット・トゥ・ザ・グラウンド」の演奏を行った。2013年には、2001年の『シルヴァー・サイド・アップ』から2011年の『ヒア・アンド・ナウ』までに発表された（一部を除く）シングルを収めたベスト・アルバム『ザ・ベスト・オブ・ニッケルバック・ヴォリューム1』を発表し、イギリスとオーストラリアでゴールド認定を受けた。
2014年、長年在籍したロードランナーを離れてユニバーサル ミュージック グループ傘下のリパブリック・レコードへ移籍し、11月17日に通算8枚目となるアルバム『ノー・フィックスド・アドレス』を発表。アメリカでは発売初週に8万枚を売り上げてビルボード200で4位にランクインした。アルバムを引っ提げてワールドツアーを開催したが、2015年6月の北米ツアー中、ボーカルのチャドが咽頭にできた嚢胞の除去手術を行うために、北米ツアーの残りの日程とヨーロッパツアーの全日程をキャンセルした。
メンバー各々の活動も目覚しく、チャドは2002年に、映画『スパイダーマン』の主題歌としてサライヴァの元ボーカル（2012年に脱退）であったジョージー・スコットと共演したソロシングル「Hero」を発表しヒットさせているほか、同年に母国カナダに立ち上げた自主レーベル「604 records」の主宰を務め、2008年にレーベルよりカーリー・レイ・ジェプセンをデビューさせている。

## メンバー

### 現メンバー
- チャド・クルーガー（Chad Kroeger、1974年11月15日 - ）ボーカル、ギター。身長185cm。
- マイク・クルーガー（Mike Kroeger、1972年6月25日 - ）ベース。身長183cm。
- ライアン・ピーク（Ryan Peake、1973年3月1日 - ）ギター、コーラス。身長178cm。
- ダニエル・アデア（Daniel Adair、1975年2月19日 - ）ドラムス、コーラス。身長180cm。

チャドとマイクは実の兄弟であり、初代ドラマーのブランドン・クルーガーは従兄弟にあたる。

### かつて在籍していたメンバー
- ブランドン・クルーガー（Brandon Kroeger、1971年 - ）ドラムス。（1995年 - 1997年）
- ミッチ・ギンドン（Mitch Guindon）ドラムス。（1997年 - 1998年）
- ライアン・ヴィッケダール（Ryan Vikedal、1975年5月9日 - ）ドラムス。（1998年 - 2005年）

## ディスコグラフィー
日本国内で発売された作品のみを記す。他作品について詳しくは、英語版のNickelback discographyを参照。

### アルバム
| 年                                        | タイトル              | アルバム詳細 | チャート最高位 | チャート最高位 | チャート最高位 | チャート最高位 | チャート最高位 | チャート最高位 | チャート最高位 | チャート最高位 | チャート最高位 | チャート最高位 | 認定 |
| 年                                        | タイトル              | アルバム詳細 | CAN            | AUS            | AUT            | GER            | IRE            | NZ             | SWE            | SWI            | UK             | US             | 認定 |
| ----------------------------------------- | --------------------- | --- | -------------- | -------------- | -------------- | -------------- | -------------- | -------------- | -------------- | -------------- | -------------- | -------------- | --- |
| 1996                                      | Curb                  | - 発売日: 1996年5月1日 - レーベル: Roadrunner - フォーマット: CD, cassette, LP, digital download                        | —              | —              | —              | 79             | —              | —              | —              | 72             | 185            | 182            | - CAN: ゴールド - UK: シルバー |
| 2000                                      | The State             | - 発売日: 2000年3月7日 - レーベル: Roadrunner - フォーマット: CD, cassette, LP, digital download - 全米売上: 100万枚    | —              | —              | —              | 57             | —              | —              | —              | —              | 128            | 130            | - CAN: プラチナ - UK: シルバー - US: プラチナ                                                                                                   |
| 2001                                      | Silver Side Up        | - 発売日: 2001年9月11日 - レーベル: Roadrunner - フォーマット: CD, cassette, LP, digital download - 全米売上: 552.8万枚 | 1              | 5              | 1              | 4              | 1              | 1              | 2              | 4              | 1              | 2              | - CAN: 8× プラチナ - AUS: プラチナ - AUT: プラチナ - GER: プラチナ - NZ: プラチナ - SWI: プラチナ - UK: 3× プラチナ - US: 6× プラチナ           |
| 2003                                      | The Long Road         | - 発売日: 2003年9月23日 - レーベル: Roadrunner - フォーマット: CD, cassette, LP, digital download - 全米売上: 359.1万枚 | 1              | 4              | 4              | 4              | 9              | 3              | 27             | 4              | 5              | 6              | - CAN: 5× プラチナ - AUS: 3× プラチナ - AUT: ゴールド - GER: ゴールド - NZ: ゴールド - UK: プラチナ - US: 3× プラチナ                           |
| 2005                                      | All the Right Reasons | - 発売日: 2005年10月4日 - レーベル: Roadrunner - フォーマット: CD, cassette, LP, digital download - 全米売上: 1,000万枚 | 1              | 2              | 7              | 4              | 4              | 1              | 22             | 4              | 2              | 1              | - CAN: 7× プラチナ - AUS: 4× プラチナ - AUT: ゴールド - GER: 3× ゴールド - NZ: 3× プラチナ - SWI: ゴールド - UK: 2× プラチナ - US: ダイヤモンド |
| 2008                                      | Dark Horse            | - 発売日: 2008年11月18日 - レーベル: Roadrunner - フォーマット: CD, LP, digital download - 全米売上: 300万枚            | 1              | 3              | 5              | 4              | 19             | 3              | 9              | 5              | 4              | 2              | - CAN: 6× プラチナ - AUS: 3× プラチナ - AUT: ゴールド - GER: プラチナ - NZ: プラチナ - SWE: ゴールド - UK: プラチナ - US: 3× プラチナ           |
| 2011                                      | Here and Now          | - 発売日: 2011年11月21日 - レーベル: Roadrunner - フォーマット: CD, digital download - 全米売上: 100万枚                | 1              | 1              | 3              | 2              | 26             | 7              | 6              | 2              | 10             | 2              | - CAN: 2× プラチナ - AUS: 2× プラチナ - GER: ゴールド - NZ: ゴールド - SWI: プラチナ - UK: ゴールド - US: プラチナ                              |
| 2014                                      | No Fixed Address      | - 発売日: 2014年11月18日 - レーベル: Republic - フォーマット: CD, digital download - 全米売上: 32万枚                   | 2              | 3              | 4              | 7              | 30             | 12             | 13             | 3              | 12             | 4              | - CAN: プラチナ - AUS: プラチナ - AUT: プラチナ - GER: ゴールド - UK: シルバー                                                                  |
| 2017                                      | Feed the Machine      | - 発売日: 2017年6月16日 - レーベル: BMG - フォーマット: CD, digital download - 全米売上: 4.3万枚                        | 2              | 3              | 4              | 6              | 57             | 4              | 6              | 2              | 3              | 5              | |
| "—"は未発売またはチャート圏外を意味する。 |                       | |                |                |                |                |                |                |                |                |                |                | |

### シングル
- ハウ・ユー・リマインド・ミー - "How You Remind Me" （2001年）
- ヒーロー - "Hero" （2002年）
  - 「チャド・クルーガー（ニッケルバック） フィーチャリング ジョージー・スコット（サライヴァ）」名義でのソロ作品発売
- トゥー・バッド - "Too Bad" （2002年）
- サムデイ - "Someday" （2003年）
- フォトグラフ - "Photograph" （2005年）
- ファー・アウェイ - "Far Away" （2006年）
- ディス・アフタヌーン - "This Afternoon" （2010年）
  - タワーレコード3,000枚限定生産

### リイシュー・アルバム
- スリー・サイデッド・コイン - Three-Sided Coin （2002年）
  - 日本限定発売・完全初回限定生産
  - アルバム『カーブ』『ザ・ステイト』『シルヴァー・サイド・アップ』の収録曲の中からメンバー自らが選曲
- ザ・ベスト・オブ・ニッケルバック・ヴォリューム1 - The Best of Nickelback Volume 1 （2013年）

### DVD
- ライヴ・アット・ホーム - Live At Home （2002年）
  - 地元カナダで行われたライヴの模様を収録
- アルティメット・ビデオ・コレクション - The Ultimate Video Collection （2008年）
  - 『ザ・ステイト』から『オール・ザ・ライト・リーズンズ』までの収録曲12本のPVを収録
- ライヴ・アット・スタージス - Live At Sturgis （2009年）
  - 2006年にサウスダコタ州スタージスで行われた『ロッキン・ザ・ラリー』出演時のライヴの模様を収録

### 参加作品
- ブレアウィッチ2 オリジナル・サウンドトラック（2001年）
- スコーピオン・キング サウンドトラック（2002年）
- デアデビル オリジナル・サウンドトラック（2003年）
- チャーリーズ・エンジェル フルスロットル オリジナル・サウンドトラック（2003年）
- トランスフォーマー: リベンジ サウンドトラック（2009年）

## ミュージック・ビデオ
ミュージック・ビデオ監督のNigel Dickがよく関わっている。MuchMusic Video Awardsにおいて、2009年までに4作品7部門を受賞した。

## 日本公演
- 2002年 Premium Live 2002

5月25日 新宿LIQUIDROOM
- 2009年 Japan Tour 2009

11月25日 新木場STUDIO COAST
11月27日 新木場STUDIO COAST
- 2010年 SUMMER SONIC 2010

8月7日 千葉マリンスタジアム＆幕張メッセ MARINE STAGE
8月8日 大阪舞洲サマーソニック大阪特設会場 OCEAN STAGE
- 2012年 Live at Budokan

12月3日　日本武道館
- 2015年 No Fixed Address Tour

5月30日　東京体育館
6月2日　Zepp Namba
- 2018年 SUMMER SONIC 2018

8月18日 大阪舞洲サマーソニック大阪特設会場 MOUNTAIN STAGE　ヘッドライナー
8月19日 千葉マリンスタジアム＆幕張メッセ MOUNTAIN STAGE ヘッドライナー
- 2019年 Feed the Machine Tour

2月6日　Zepp Osaka Bayside
2月7日　Zepp Nagoya
2月9日　日本武道館